# François-Pierre Guénette
François-Pierre „F. P.“ Guénette (* 18. Januar 1984 in Laval, Québec) ist ein kanadischer Eishockeyspieler, der seit August 2010 bei den Dragons de Rouen in der französischen Ligue Magnus auf der Position des Centers spielt.

## Karriere

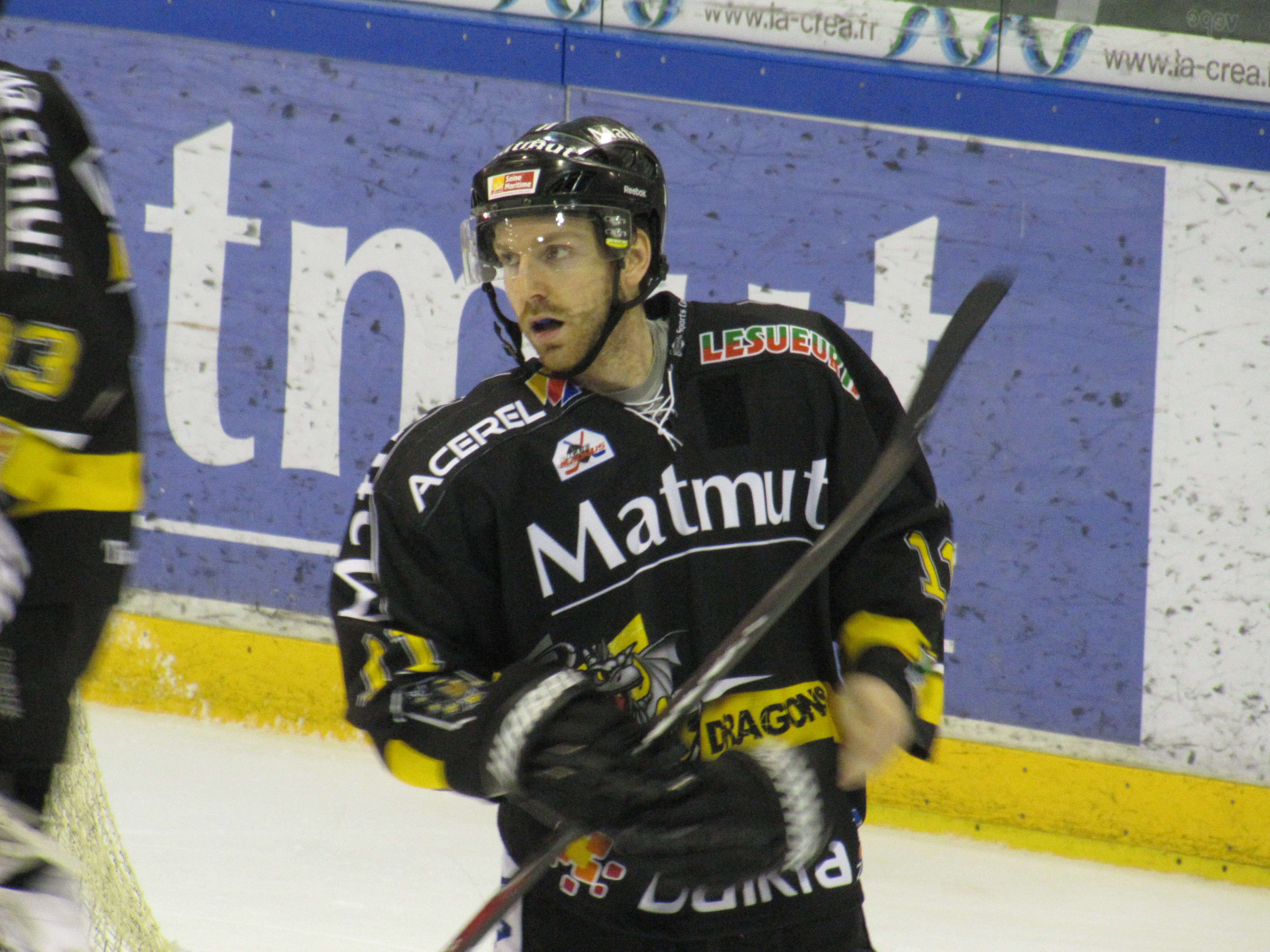
Guénette im Trikot der Dragons de Rouen

Guénette spielte in seiner Juniorenzeit zunächst von 2001 bis 2003 bei den Halifax Mooseheads in der Québec Major Junior Hockey League. Diese hatten ihn im QMJHL Entry Draft 2001 in der achten Runde an 123. Stelle ausgewählt. Nach nur 35 Einsätzen in seiner Rookiesaison spielte der Stürmer ein gutes zweites QMJHL-Jahr mit 87 Scorerpunkten in 72 Spielen. Hinzu kam das Erreichen der Finalserie um den Coupe du Président, in der die Mooseheads den Hull Olympiques in sieben Spielen unterlagen. Im Juni 2003 verließ Guénette die Mooseheads und wechselte gemeinsam mit Jean-François Cyr, Marc-André Bernier und Alexandre Picard zum Ligakonkurrenten Cape Breton Screaming Eagles. Im Gegenzug erhielten die Mooseheads die Erstrunden-Wahlrechte Cape Bretons im QMJHL Entry Draft 2004 und 2005. Nach nur einem Jahr kehrte der Angreifer im Juni 2004 gemeinsam mit Marc-André Bernier und Alexandre Picard nach Halifax zurück, während die Screaming Eagles wieder das erste Wahlrecht im QMJHL Entry Draft 2004 erhielten, mit dem sie James Sheppard auswählten. Die letzte Spielzeit bestritt Guénette als Assistenzkapitän der Mannschaft, bevor er 2005 in den Profibereich wechselte.
Obwohl der Franko-Kanadier im NHL Entry Draft 2003 in der siebten Runde an 222. Stelle von den Vancouver Canucks aus der National Hockey League ausgewählt worden war, schafft er weder den Sprung in die NHL noch die American Hockey League. Somit wechselte Guénette im Sommer 2005 in die ECHL zu den Columbia Inferno, wo er die Saison 2005/06 verbrachte. Die Inferno dienten den Canucks in dieser Spielzeit als sogenanntes Farmteam. In seiner ersten Profispielzeit erreichte er 42 Punkte in 68 Spielen, bevor er im Sommer 2006 zu den Victoria Salmon Kings ging, da die Canucks ihren Kooperationspartner gewechselt hatten. Das Spieljahr 2006/07 verbrachte der Kanadier dann bei den Alaska Aces in der ECHL, da er von Vancouver im Austausch für Zack Fitzgerald zu den St. Louis Blues transferiert worden war.
Nach Auslauf seines Vertrages in St. Louis unterschrieb Guénette im Juli 2008 einen Einjahresvertrag bei der SG Pontebba aus der italienischen Serie A1, womit er erstmals nach Europa wechselte. In der Saison 2008/09 kam er dort auf 43 Scorerpunkte in 49 Spielen und war teaminterner Topscorer. Im Juni 2009 schloss er sich schließlich den Diables Rouges de Briançon aus der französischen Ligue Magnus an. Mit diesen gewann er mit dem Coupe de France seinen ersten nationalen Titel. Zudem wurde er in das All-Star-Team der Ligue Magnus gewählt. Im Mai 2010 verlängerte er seinen auslaufenden Vertrag in Briançon um ein Jahr. Dennoch verließ er den Klub drei Monate später im August und wechselte zum Ligakonkurrenten Dragons de Rouen, mit dem er 2011 sowohl den Coupe de France als auch den Französischen Meistertitel errang. Im Januar 2012 errangen die Dragons den IIHF Continental Cup.

## Erfolge und Auszeichnungen
- 2010 Coupe-de-France-Gewinn mit den Diables Rouges de Briançon
- 2010 Ligue Magnus All-Star-Team
- 2011 Französischer Meister mit den Dragons de Rouen
- 2011 Coupe-de-France-Gewinn mit den Dragons de Rouen
- 2012 IIHF-Continental-Cup-Gewinn mit den Dragons de Rouen

## Ligue-Magnus-Statistik
(Stand: Ende der Saison 2010/11)